# Ludia myrtoides
Ludia myrtoides är en videväxtart som beskrevs av René Paul Raymond Capuron och Herman Otto Sleumer. Ludia myrtoides ingår i släktet Ludia och familjen videväxter. Inga underarter finns listade i Catalogue of Life.